# Marco Fu
Marco Fu Ka-chun (chinês: 傅家俊; 8 de janeiro de 1978), mais conhecido como Marco Fu, é um jogador profissional de snooker de Hong Kong.
É profissional desde 1998, e ficou logo conhecido, sobretudo por ter chegado à final do Grand Prix nesse seu primeiro ano de profissional. Subiu rapidamente do 377º lugar no ranking para o 15º em apenas três anos.
Venceu duas medalhas de ouro e três de prata nos Jogos Asiáticos, nas modalidades de equipa e pares, e distribuídas pelas edições de 1998, 2002 e 2006.

## Torneios ganhos
A contar para o ranking mundial:
- Grand Prix - 2007
- Australian Goldfields Open - 2013
- Scottish Open - 2016

Sem contar para o ranking mundial:
- Betfred Premier League - 2003
- World Champions v Asia Stars Challenge - 2004
- Thailand Masters - 2006
- Championship League - 2010
- General Cup - 2015